# Kormoran (zwyczajny)
Kormoran (zwyczajny), kormoran czarny (Phalacrocorax carbo) – gatunek dużego ptaka wodnego z rodziny kormoranów (Phalacrocoracidae). Zamieszkuje wszystkie kontynenty, oprócz Ameryki Południowej i Antarktydy. Północne populacje są wędrowne. Nie jest zagrożony wyginięciem.

## Podgatunki i zasięg występowania
Kormoran zamieszkuje w zależności od podgatunku:
- kormoran (zwyczajny), kormoran[4][a] (P. carbo carbo) – północne wybrzeża Islandii, Skandynawii i Francji, wybrzeża Wysp Brytyjskich (bardzo rzadko w głębi lądu[5]) i Półwyspu Kolskiego (północno-zachodnia Rosja) oraz atlantyckie wybrzeże północno-wschodniej Ameryki Północnej i południowo-zachodnie wybrzeże Grenlandii.
- P. carbo sinensis[a] – lęgowy na Wyspach Brytyjskich (w głębi lądu[5]) i od Francji przez Szwajcarię po północne Włochy oraz we wszystkich pozostałych krajach europejskich na wschód (w tym w Polsce), dalej po Rosyjski Daleki Wschód, Chiny i Indie; reliktowa populacja na Sardynii[6]. Obecnie rozszerza zasięg w Europie[6].
- kormoran białogardły[4] (P. carbo maroccanus) – północno-zachodnia Afryka.
- P. carbo hanedae – Japonia.
- kormoran australijski[4] (P. carbo novaehollandiae) – Australia, Tasmania, Nowa Zelandia i Wyspy Chatham, od niedawna także Nowa Kaledonia i Wyspy Salomona (atol Rennell).
- kormoran białoszyi[4] (P. carbo lucidus) – Afryka południowo-zachodnia, południowa i wschodnia.

Podgatunek lucidus jest przez niektórych autorów (np. IOC) podnoszony do rangi gatunku. Proponowany podgatunek lugubris (wschodnia Afryka) uznany za synonim lucidus.
W Polsce nieliczny ptak lęgowy w całej nizinnej części kraju (lokalnie liczny). Występuje tu podgatunek P. carbo sinensis, jednak zimą pojawiają się osobniki z podgatunku P. carbo carbo.

## Charakterystyka
Cechy gatunku

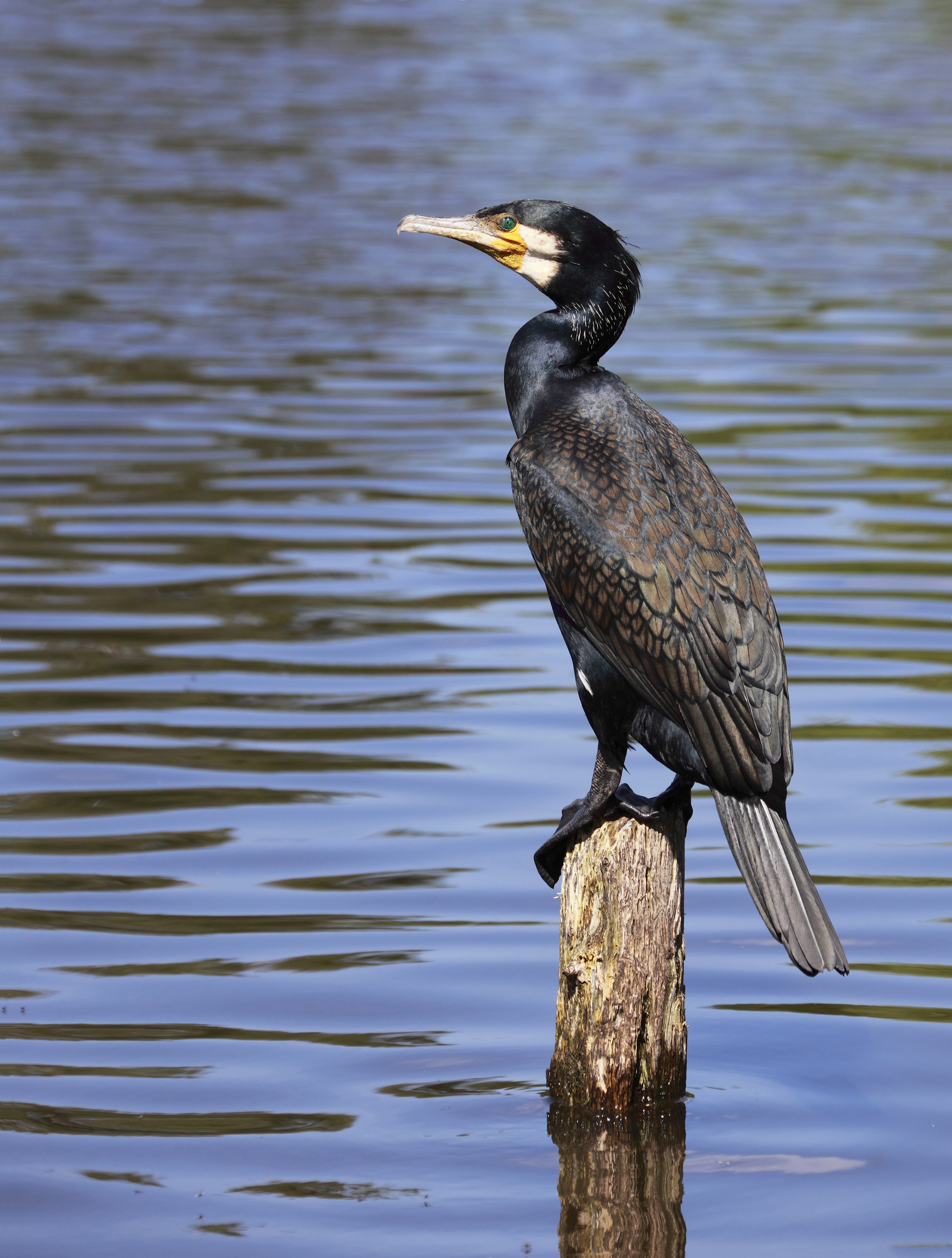
Kormoran w Uetersen (Niemcy)

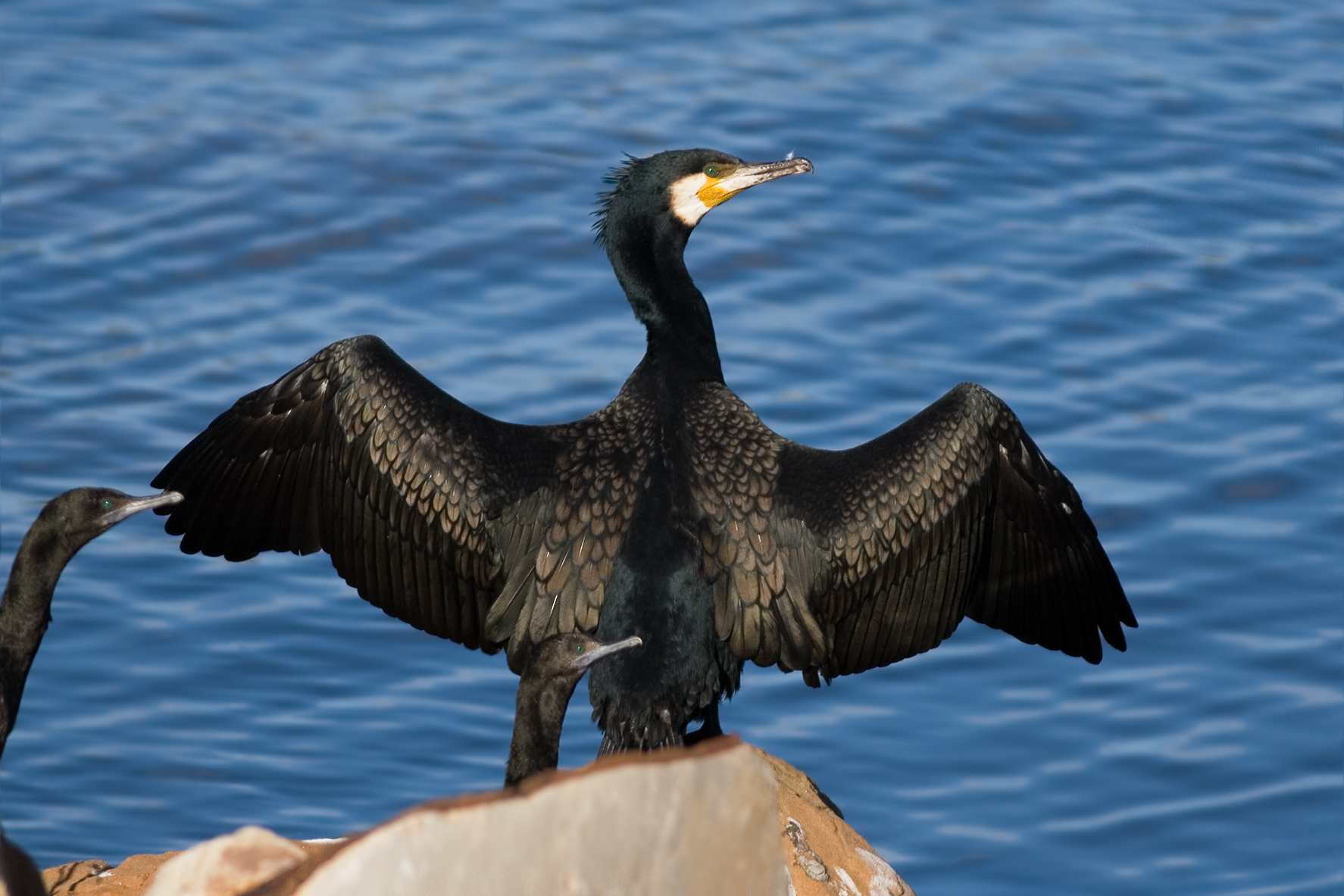
Osobnik suszący skrzydła

Brak dymorfizmu płciowego w upierzeniu, jednak samce są większe od samic. Czarny z metalicznym połyskiem, w szacie godowej policzki białe, na głowie delikatny czub i biała plama na udzie (brak jej w upierzeniu spoczynkowym). Skóra wokół dzioba jest żółta i naga, przedłuża się w postaci białej plamy na podgardle. W szacie spoczynkowej tracą wszystkie białe plamy. P. carbo carbo ma szyję jednolicie czarną, podczas gdy P. carbo sinensis ma boki szyi białe z gęstym czarnym rysunkiem. Wiek można rozpoznać po źrenicy oka – u ptaka dorosłego jest szmaragdowozielona, u młodego brązowa.
Gdy pływa na wodzie, zanurza głęboko ciało, a głowę i szyję zadziera wysoko do góry. Kormorany, jak większość ptaków, posiadają gruczoł kuprowy, ale jego wydzielina nie daje piórom wodoodporności, jak ma to miejsce u innych ptaków wodnych, i po wyjściu na ląd kormorany muszą długo suszyć pióra. Przyjmują wtedy charakterystyczną pozycję z częściowo rozpostartymi skrzydłami. W locie sylwetka kormorana przypomina krzyż od wyciągniętej szyi i ogona. Głos jest przenikliwym krakaniem. Drugi europejski gatunek kormorana – kormoran czubaty jest całkowicie czarny, a w szacie godowej ma krótki czubek skierowany ku przodowi, co odróżnia go od kormorana czarnego.
Wymiary średnie
- Długość ciała ok. 80–100 cm[9]
- Rozpiętość skrzydeł 130–160 cm[9]
- Masa ciała ok. 1,6–3,6 kg

## Ekologia

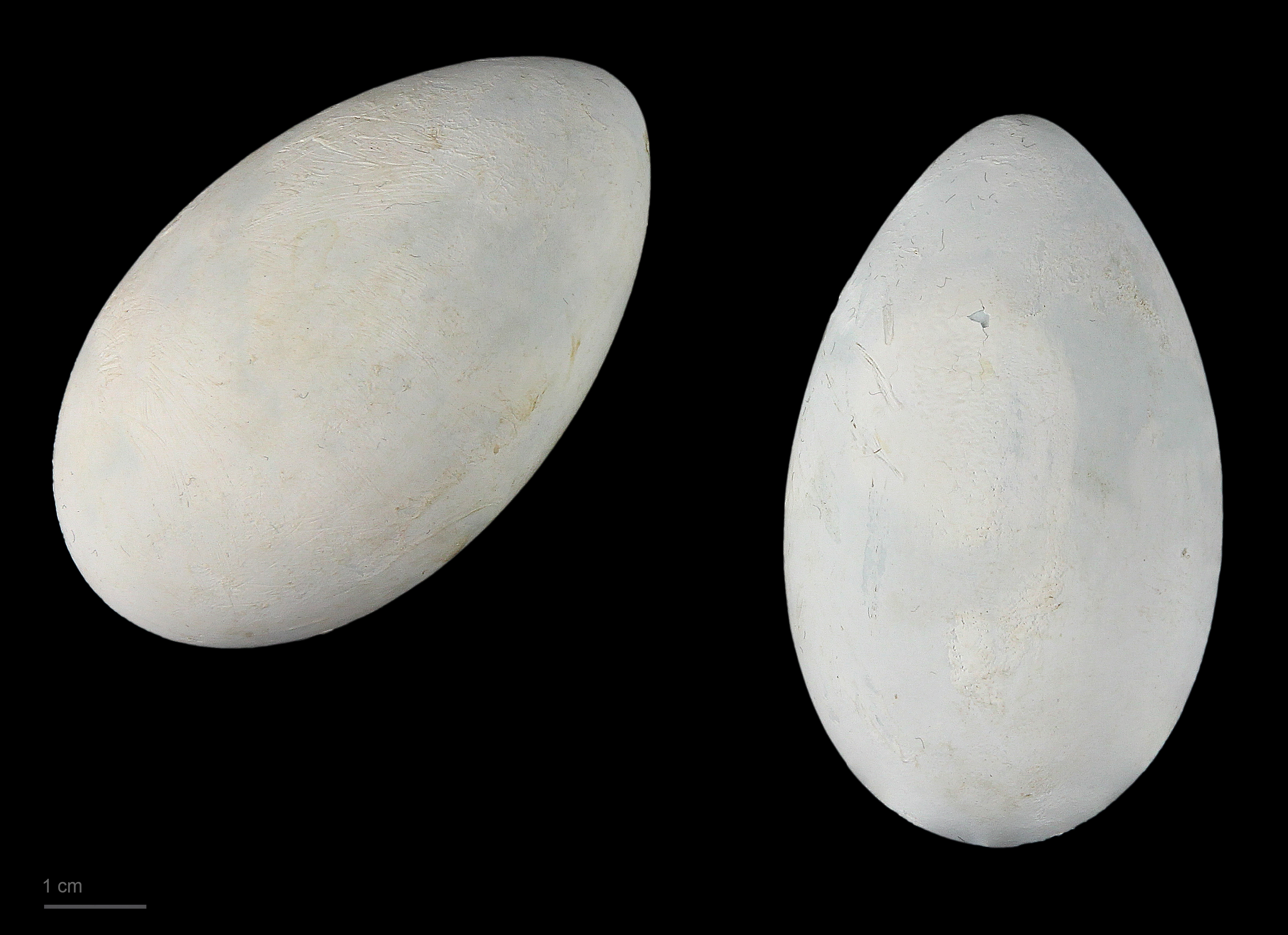
Jaja z kolekcji muzealnej

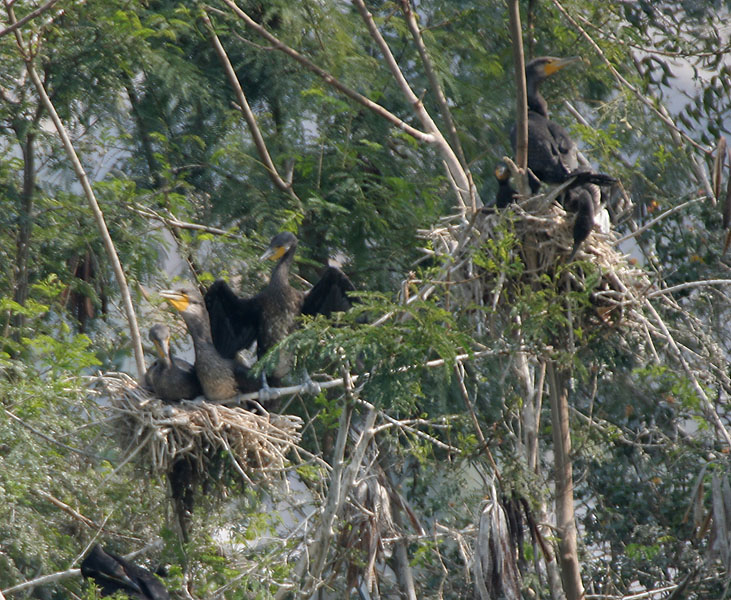
Lęgowisko w okolicach Hyderabad (Indie)

BiotopPłytkie, zarówno słodkie jak i słone zbiorniki wodne obfitujące w ryby, jak również bogate w ryby duże rzeki i morskie wybrzeża.
TokiKormorany lęgowe w Polsce wracają z zimowisk w lutym lub marcu, po czym zaczynają toki. Samiec pozostaje wtedy na gnieździe, wyciągając głowę i ogon, macha skrzydłami, składa głowę na grzbiecie i przyjmuje różne figury, by zwrócić na siebie uwagę samicy. Wydaje przy tym wpółotwartym dziobem chrapliwe dźwięki.
GniazdoGnieździ się kolonijnie, czasem ponad 1000 gniazd w kolonii, na skalistych wysepkach i brzegach morskich (P. carbo carbo). Gnieżdżący się także nad wodami słodkimi P. carbo sinensis buduje gniazda przeważnie na drzewach, które stopniowo zaczynają usychać od przenawożenia gleby odchodami. Rzadziej gniazda budowane są w trzcinach lub na ziemi. Gniazdo duże z luźno ułożonych gałęzi, w środku wysłane sitowiem, trawami i liśćmi trzcin. Zazwyczaj to samica buduje gniazdo, a samiec przynosi tylko budulec.
JajaWyprowadza jeden lęg w roku, składając zwykle 3 do 4 jaj (rzadziej – 2 lub 5–6) o barwie niebieskawej z grubymi skorupkami.
Wysiadywanie i dorastanieJaja wysiadywane są przez okres 23–24 dni. Pisklęta są typowymi gniazdownikami, wykluwają się nagie i ślepe. Podobnie jak u głuptaków, powieki otwierają się młodym po 3 dniach. Podczas karmienia pisklęta sięgają dziobami głęboko w przełyk rodzica i w ciągu 8–15 sekund połykają wodę i pokarm. Młodociane osobniki mają wierzch ciała ciemnobrązowy, podczas gdy spód biały. Młode zaczynają latać po dwóch miesiącach, a najdalej w połowie sierpnia opuszczają kolonię.
PożywienieRyby, które zdobywa nurkując. Kormorany uznawane są za bardzo żarłoczne. Przeciętnie zjadają 400–500 g ryb dziennie (według innych danych od 600 do 800 g dziennie), co przy ich masie ciała jest o ok. 40% mniejszą porcją niż u innych rybożernych ptaków wodnych (np. głuptaków, alek czy perkozów). Tłumaczy się to sprawnością kormoranów jako podwodnych drapieżników, które dzięki namakającym wodą piórom, są w stanie szybko zaspokajać swoje potrzeby pokarmowe, większą część dnia spędzając nieruchomo i odpoczywając. Kormorany preferują żerowanie przy dnie zbiorników z przezroczystą wodą, ale potrafią doskonale adaptować się do różnych typów wód. Przykładowo, polowanie na ryby w zeutrofizowanych zbiornikach bywa gromadne – część kormoranów wypędza ryby ku powierzchni lub na płycizny, gdzie dociera światło słoneczne i stają się łatwym łupem pozostałych ptaków w stadzie.

## Status i ochrona
Międzynarodowa Unia Ochrony Przyrody (IUCN) uznaje kormorana za gatunek najmniejszej troski (LC – Least Concern) nieprzerwanie od 1988 roku. W 2015 roku liczebność światowej populacji, według szacunków organizacji Wetlands International, mieściła się w przedziale 1,4–2,1 miliona osobników. Globalny trend liczebności populacji uznawany jest za wzrostowy.
W Polsce objęty ochroną gatunkową częściową. Na mocy wcześniejszych przepisów objęty był ochroną częściową z wyłączeniem stawów rybackich uznanych za obręby hodowlane (gdzie mógł być zabijany bez specjalnych pozwoleń). Jednak od wejścia w życie nowelizacji ustawy o ochronie przyrody (15 listopada 2008 r.) ten wyjątek był sprzeczny ze zmienionym art. 52 ustawy. W załączniku 2 do rozporządzenia Ministra Środowiska z 12 października 2011 r. w sprawie ochrony gatunkowej zwierząt Phalacrocorax carbo wymieniony jest jako objęty ochroną częściową, bez wyjątków. W kolejnych rozporządzeniach z roku 2014 i 2016 jego status ochrony nie uległ zmianie. Na Czerwonej liście ptaków Polski został sklasyfikowany jako gatunek najmniejszej troski (LC). Według szacunków programu Monitoring Kormorana, w latach 2013–2018 krajowa populacja lęgowa liczyła 25 767 – 30 066 par.
W 2011 Szkoła Główna Gospodarstwa Wiejskiego w Warszawie opracowała projekt „Strategii zarządzania populacją kormorana w Polsce”. Projekt powstał głównie dzięki dofinansowaniu ze środków unijnych.

## Kormoran w muzyce
Kormoran stał się tytułowym bohaterem piosenki Piotra Szczepanika z 1965 roku (tekst: Andrzej Tylczyński) Goniąc kormorany, gdzie ptak ten stał się symbolem polskich Mazur, odlatującym znad jezior pod koniec lata.